# La Mort de Sophonisbe (Preti)
Pour l’article homonyme, voir La Mort de Sophonisbe (Pittoni).
Sophonisbe prenant le poison ou La Mort de Sophonisbe  est un tableau peint par Mattia Preti dans les années 1670 conservé au musée des Beaux-Arts de Lyon, en France. Il met en scène le personnage déjà connu de Sophonisbe. Celle-ci incarne de grandes valeurs comme l'honneur, le courage, la détermination et le sang-froid.

## Historique de l'œuvre
La toile dont la création remonte au quatrième quart du XVIIe siècle, se trouve actuellement au musée des Beaux-Arts de Lyon.
En 1802, il fut acquis par le gouvernement napolitain pour être donné à la France en compensation des tableaux repris dans les dépôts français de l’église Saint-Louis-des-Français de Rome. En 1804, le tableau arrive à Paris. 
Plusieurs expositions du tableau ont eu lieu, la première  à Naples en 1838, ensuite à Cologne en 1872, à Lyon en 1988, à Marseille en 1988, et de nouveau à Naples en 1989.
En 1987, le tableau est restauré après un examen par le LRMF (Laboratoire de recherche des musées de France) aux ateliers de Versailles. L’examen révèle la présence de plusieurs altérations dont une couture horizontale dans la partie médiane du tableau (passant au niveau du cou du personnage recevant la coupe) et l’ensemble de la couche picturale était obscurcie par un vernis brun-verdâtre très épais. Les bords du tableau avaient été coupés, lors du précédent rentoilage (une opération de restauration). 
La restauration consiste à refixer la couche préalable, à alléger le vernis et à éliminer les repeints par un dégagement au scalpel des astics, des crasses et des accumulations de vernis. 
Ensuite, l'œuvre a été soumise à la reprise des usures et à la peinture des glacis de ré harmonisation à l’aquarelle sur l’avant-bras droit de l’homme en armure. La restauration se termine par un vernissage général de l’œuvre. 

## Description
Cette œuvre est une huile sur toile de hauteur 2,02 mètres et de largeur 1,78 mètre.
Ce tableau baroque évoque une grande puissance et une qualité dynamique. Il est influencé par l’art pathétique et sombre du Caravage. Il possède un caractère théâtral avec pour décor des éléments architecturaux. Sophonisbe est pâle et défigurée, on ressent en elle l’effet rapide du poison qu’elle vient de prendre. Sa main gauche est posée sur son torse. De l’autre main, elle tient le poison. La pâleur de son visage connote l’effet accompli de l’acte mortel. Massinissa porte une toge rouge sur l’épaule représentant à la fois le meurtre et l’amour destructeur. Sophonisbe porte une étoffe bleue : couleur rare réservée à des personnages importants. Cet amour est également mis en avant par le putto, petit ange, représentatif de l’art baroque. Tous les regards sont orientés en direction de Sophonisbe, personnage principal de la scène. Une femme en bas à droite se cache le nez avec un mouchoir en signe d'anxiété. Le ciel, que l’on peut apercevoir en haut à droite, est couvert par de nombreux nuages allant du gris au noir. Ces couleurs qui obscurcissent le ciel font référence a la figure principale Sophonisbe mourant.

## Contextes
Mattia Preti est un artiste clé qui influença la peinture à Naples au milieu du XVIIe siècle. Dès 1630, avec Giordano, son contemporain, il met en place les nouvelles tendances baroques. La principale influence artistique de Mattia Preti est celle du Caravage qui lui a inculqué un art pathétique et sombre. Preti arrive à Naples en 1656 et remplace peu à peu l’esthétique matérialiste et classicisant du début du siècle par des éléments baroques : théâtralité, scènes mouvementées, plans lumineux mais aussi tendance du « ténébrisme ».  
Les œuvres de Mattia Preti sont principalement exposées en France, en Italie et à Malte et représentent le style baroque qui prône l'exubérance. En effet, le mot baroque venant du portugais barroco qui désigne une perle de forme irrégulière est un style qui recherche le mouvement avec par exemple une grande place accordée à la représentation du corps, l'importance du drapé ainsi que la profusion des personnages.

## Analyse

### Choix du sujet
L’histoire de Sophonisbe prend place au troisième siècle avant Jésus-Christ à Carthage, ville située dans l’actuelle Tunisie. Ce récit est tiré de l’Histoire romaine de Tite-Live, au cours des guerres puniques opposant la Numidie occidentale et orientale. Appien et Plutarque ont également raconté l’histoire de Sophonisbe dans leurs écrits.
La princesse Sophonisbe est la fille du général carthaginois Hasdrubal Gisco. Réputée pour sa beauté et son éducation, elle est d’abord fiancée au roi de Numidie orientale Massinissa, mais est finalement mariée à Syphax, roi de Numidie occidentale et allié de son père. Pendant la deuxième guerre punique qui oppose Rome à Carthage, Massinissa qui s’est allié aux Romains, inflige une défaite à Syphax et le fait prisonnier. Toujours épris de Sophonisbe, Massinissa en profite pour l’épouser. 
Mais Rome désapprouve cette union, craignant que Massinissa ne se détourne de l'alliance romaine au profit de Carthage. De plus, Syphax étant vaincu, la reine est considérée comme propriété du peuple romain.
Alors qu'elle doit être emmenée à Rome, Sophonisbe préfére la mort plutôt que de subir le déshonneur de tomber aux mains de ses ennemis.
Elle accepte de prendre un poison pour mourir. Cette princesse incarne l’honneur, le courage, la détermination et le sang-froid.
L’histoire de Sophonisbe a été la source d’inspiration de grands dramaturges. L'Italien Gian Giorgio Trissino rédige en 1514 Sofonisba, œuvre qui sera mise en scène en 1524 à Rome. Celle-ci est traduite par Mellin de Saint-Gelais en 1556 pour la présenter devant la Cour des Valois mais également par Claude Mermet en 1584. 
À la fin du XVe siècle, ce personnage est mis en scène par Antoine de Montchrestien sous le titre La Carthaginoise ou la Liberté. Par la suite, Jean Mairet propose sa propre version en 1634 où il introduit la règle des trois unités. Pierre Corneille écrit lui aussi une tragédie intitulée Sophonisbe représentée pour la première fois à l’hôtel de Bourgogne en janvier 1663, mais son œuvre ne rencontre pas beaucoup de succès à cette période. C’est la pièce la plus fidèle à la vérité historique. Un siècle plus tard, Voltaire, sous le pseudonyme de Lantin, rédige une tragédie en cinq actes, Sophonisbe, imprimée dès 1770 et produite le 15 janvier 1774 au théâtre de la Comédie-Française. 
Beaucoup plus récemment, deux auteurs se sont intéressés à la vie de la princesse : Gabriel Camps dans son livre L’Afrique du Nord, l’Héroïne du Maghreb et du Sahara, paru en 1992, ainsi que Marie-France Briselance avec son roman Massinissa le Berbère en 1990.

### Composition
Le personnage central de ce tableau est Sophonisbe. Elle se situe en hauteur par rapport aux autres personnages et occupe une grande place dans le tableau. L'arrière-plan foncé établit un contraste avec la pâleur de sa peau. À gauche, le ciel ombragé annonce le destin tragique auquel elle est vouée.   
Sophonisbe pose sa main gauche sur son cœur en signe de rupture de son amour avec Massinissa. De son autre main, elle lui tend la coupe de poison qu'elle vient de boire.   
La présence d'architecture grecque en arrière-plan rappelle l'époque de l'histoire de Sophonisbe.